# 罗莱托
罗莱托（義大利語：Roletto），是意大利都灵省的一个市镇。总面积9平方公里，人口2050人，人口密度227.8人/平方公里（2009年）。ISTAT代码为001222。